# Капплер, Крис
Крис Капплер (англ. Chris Kappler, род. 9 февраля 1967 года) — американский спортсмен по конному спорту, соревнуется в конкуре. Олимпийский золотой и серебряный медалист. Каплер выступал на коне Royal Kaliberер (до его эвтаназии из-за травмы сухожилий в 2004 году). Каплер выступает от городка Franklin Township, Hunterdon County, New Jersey.
В 2003 году завоевал золотую медаль в командных соревнованиях и серебряную медаль с Royal Kaliber на Панамериканских играх в Санто — Доминго в Доминиканской Республике.
В 2004 году на Олимпийских играх Каплер завоевал серебряную медаль в конкуре (личное первенство) и золотую медаль в составе сборной США в конкуре (командное первенство).
В 2009 году Крис Каплер выиграл соревнования в Тампе на VDL Oranta (13-летняя голландская кобыла).